# Ecolis : Défends la forêt
Ecolis : Défends la forêt (エコリス, Ecolis) est un jeu vidéo de stratégie en temps réel développé par Headlock et édité par Interchannel, sorti en 2007 sur Nintendo DS.
Le jeu est sponsorisé par la WWF.

## Accueil
- Jeuxvideo.com : 10/20[1]

## Suite
Le jeu a connu une suite, Ecolis: Aoi Umi to Ugoku Shima, édité par GungHo exclusivement au Japon.